# Міребель
Міребе́ль (фр. Mirebel) — колишній муніципалітет у Франції, у регіоні Бургундія-Франш-Конте, департамент Жура. Населення — 245 осіб (2011).
Муніципалітет був розташований на відстані близько 350 км на південний схід від Парижа, 65 км на південь від Безансона, 14 км на схід від Лонс-ле-Соньє.

## Історія
У 1956-2015 роках муніципалітет перебував у складі регіону Франш-Конте. Від 1 січня 2016 року належав до нового об'єднаного регіону Бургундія-Франш-Конте.
1 січня 2016 року Міребель, Крансо i Гранж-сюр-Бом було об'єднано в новий муніципалітет Отрош.

## Демографія
Динаміка населення (Insee ):
Розподіл населення за віком та статтю (2006):
| Стать | Всього | До 15 років | 15-24 | 25-44 | 45-64 | 65-85 | Понад 85 |
| --- | ------ | ----------- | ----- | ----- | ----- | ----- | -------- |
| Чоловіки | 120    | 36          | 0     | 40    | 12    | 32    | 0        |
| Жінки | 104    | 28          | 0     | 40    | 12    | 24    | 0        |
| \| Статево-вікова піраміда \| Статево-вікова піраміда \| Статево-вікова піраміда \| \| ----------------------- \| ----------------------- \| ----------------------- \| \| Чоловіки \| Вік \| Жінки \| \| 0 \| 85 + \| 0 \| \| 4 \| 80-84 \| 0 \| \| 8 \| 75-79 \| 4 \| \| 16 \| 70-74 \| 8 \| \| 4 \| 65-69 \| 12 \| \| 0 \| 60-64 \| 4 \| \| 4 \| 55-59 \| 0 \| \| 4 \| 50-54 \| 8 \| \| 4 \| 45-49 \| 0 \| \| 16 \| 40-44 \| 0 \| \| 12 \| 35-39 \| 16 \| \| 8 \| 30-34 \| 12 \| \| 4 \| 25-29 \| 12 \| \| 0 \| 20-24 \| 0 \| \| 0 \| 15-20 \| 0 \| \| 4 \| 10-14 \| 4 \| \| 16 \| 5-9 \| 4 \| \| 16 \| 0-4 \| 20 \| |        |             |       |       |       |       |          |
| Статево-вікова піраміда |        |             |       |       |       |       |          |
| Чоловіки | Вік    | Жінки       |       |       |       |       |          |
| 0 | 85 +   | 0           |       |       |       |       |          |
| 4 | 80-84  | 0           |       |       |       |       |          |
| 8 | 75-79  | 4           |       |       |       |       |          |
| 16 | 70-74  | 8           |       |       |       |       |          |
| 4 | 65-69  | 12          |       |       |       |       |          |
| 0 | 60-64  | 4           |       |       |       |       |          |
| 4 | 55-59  | 0           |       |       |       |       |          |
| 4 | 50-54  | 8           |       |       |       |       |          |
| 4 | 45-49  | 0           |       |       |       |       |          |
| 16 | 40-44  | 0           |       |       |       |       |          |
| 12 | 35-39  | 16          |       |       |       |       |          |
| 8 | 30-34  | 12          |       |       |       |       |          |
| 4 | 25-29  | 12          |       |       |       |       |          |
| 0 | 20-24  | 0           |       |       |       |       |          |
| 0 | 15-20  | 0           |       |       |       |       |          |
| 4 | 10-14  | 4           |       |       |       |       |          |
| 16 | 5-9    | 4           |       |       |       |       |          |
| 16 | 0-4    | 20          |       |       |       |       |          |

## Економіка
2010 року серед 141 особи працездатного віку (15—64 років) 116 були активними, 25 — неактивними (показник активності 82,3%, у 1999 році було 70,5%). З 116 активних мешканців працювало 107 осіб (59 чоловіків та 48 жінок), безробітними було 9 (2 чоловіки та 7 жінок). Серед 25 неактивних 7 осіб було учнями чи студентами, 13 — пенсіонерами, 5 були неактивними з інших причин.

У 2010 році в муніципалітеті числилось 99 оподаткованих домогосподарств, у яких проживали 244,0 особи, медіана доходів виносила 18 713 євро на одного особоспоживача